# Saucerottia
Saucerottia é um gênero de aves da família Trochilidae, ou beija-flores.

## Espécies
As espécies agora colocadas neste gênero foram anteriormente colocadas em Amazilia. Um estudo filogenético molecular publicado em 2014 descobriu que o gênero Amazilia era polifilético. Na classificação revisada para criar gêneros monofiléticos, essas espécies foram colocadas no gênero ressuscitado Saucerottia. O gênero foi introduzido em 1850 pelo naturalista francês Charles Lucien Bonaparte com o beija-flor de aço ventilado como espécie-tipo. O nome do gênero é do epíteto específico saucerrottei para o beija-flor com ventilação de aço. O epíteto foi cunhado em 1846 por Adolphe Delattre e Jules Bourcier para homenagear o médico e ornitólogo francês Antoine Constant Saucerotte.
O gênero contém dez espécies:
- Beija-flor-de-coroa-azul, Saucerottia cyanocephala
- Beija-flor-de-crisso-azul, Saucerottia hoffmanni
- Beija-flor-cristalino, Saucerottia beryllina
- Beija-flor-de-cauda-azul, Saucerottia cyanura
- Beija-flor-de-barriga-nívea, Saucerottia edward
- Beija-flor-metálico, Saucerottia saucerrottei
- Beija-flor-de-barrete-azul, Saucerottia cyanifrons
- Beija-flor-de-barriga-ruiva, Saucerottia castaneiventris
- Beija-flor-de-barriga-verde, Saucerottia viridigaster
- Beija-flor-de-uropígio-bronzeado, Saucerottia tobaci